# Џенива (Џорџија)
Џенива (енгл. Geneva) град је у америчкој савезној држави Џорџија. По попису становништва из 2010. у њему је живело 105 становника.

## Демографија
Према попису становништва из 2010. у граду је живело 105 становника, што је 9 (7,9%) становника мање него 2000. године.
| Група             | 2000.      | 2010.      |
| Белци             | 52 (45,6%) | 32 (30,5%) |
| Афроамериканци    | 60 (52,6%) | 72 (68,6%) |
| Азијати           | 0 (0,0%)   | 0 (0,0%)   |
| Хиспаноамериканци | 0 (0,0%)   | 0 (0,0%)   |
| Укупно            | 114        | 105        |